# Chinesische Lärche
Die Chinesische Lärche (Larix potaninii var. chinensis) ist eine Varietät von Larix potaninii aus der Familie der Kieferngewächse (Pinaceae), die in Zentralchina endemisch ist. Sie wird von manchen Dendrologen als eigenständige Art Larix chinensis angesehen.

## Beschreibung

### Habitus
Die Chinesische Lärche wächst als sommergrüner Baum und erreicht Wuchshöhen von bis zu 20 Meter und Brusthöhendurchmesser von bis zu 54 Zentimeter. Der gerade, abholzige Stamm endet in einer offenen und konisch geformten Krone. Die Krone besteht aus leicht brechenden, horizontal stehenden Ästen. Auf stark wind- und frostexponierten Standorten wächst sie als Strauch. Die Zweige sind herabhängend. Die Rinde ist blass graugelb. Die Langtriebe sind gelb gefärbt. Die Kurztriebe sind zwischen den Nadelbasen dicht mit kurzen, gelben Haaren besetzt. Die raue Borke ist grau bis graubraun gefärbt und ist in dünne Platten geteilt. Das Höchstalter beträgt 310 bis 400 Jahre.

### Wurzeln
Obwohl die Chinesische Lärche eine Pfahlwurzel ausbildet, dringt diese nur in Tiefen von 10 bis 45 Zentimetern vor. Sie besitzt ein gut entwickeltes Lateralwurzelsystem, das flachgründige Böden intensiv durchwurzelt und den Baum selbst in Felsspalten fast verankert. Bei Wurzelverwachsungen kann ein Nährstoffaustausch mit anderen Bäumen stattfinden.

### Holz
Das bräunliche Kernholz unterscheidet sich farblich vom gelben Splintholz. Das Holz ist geradfaserig und von feiner Textur. Die Rohdichte bei einer Holzfeuchte von 15 % liegt bei rund 0,53 g/cm³.

### Belaubung
Die weichen Nadeln werden 1,5 bis 2,5 Zentimeter lang und rund 1 Millimeter breit. Sie sind meist zwei-, seltener vierkantig geformt. Der Apex ist kurz zugespitzt und die Mittelrippe ist relativ breit. Sowohl an der Nadeloberseite als auch an der Unterseite befinden sich je zwei Stomabänder. An Kurztrieben stehen sie in Büscheln, an jungen Langtrieben sind sie locker spiralig angeordnet.

### Blüten, Zapfen und Samen
Die Chinesische Lärche ist einhäusig getrenntgeschlechtig (monözisch) und wird mit 10 bis 30 Jahren mannbar. Die Blütezeit erstreckt sich von April bis Mai. Die runden männlichen Blütenzapfen stehen endständig an Kurztrieben. Sie sind gelb gefärbt und kurz gestielt. Die rundlichen bis länglichen weiblichen Blütenzapfen stehen ebenfalls endständig an Kurztrieben. Sie besitzen hellrote bis grünlich rote Deckschuppen. Die länglich eiförmigen Zapfen sind 3 bis 4,5 Zentimeter lang. Sie sind anfangs rötlich und färben sich zur Reife hin blaurot bis dunkelbraun. Zur Reife spreizen sich die Zapfenschuppen in einem Winkel von 70 bis 90° von der Zapfenachse ab. Die fast runden und dicht behaarten Samenschuppen werden rund 1 Zentimeter lang und genauso breit. Man findet sie in den Achseln der etwas längeren, rechteckigen und scharf zugespitzten Deckschuppen. Die Deckschuppen sind purpurrot gefärbt. Die bräunlichen und dreieckigen Samen werden im Oktober entlassen. Sie werden rund 3 Millimeter lang und besitzen einen 6 Millimeter langen Flügel. Das Tausendkorngewicht liegt zwischen 3,6 und 4,8 Gramm.

## Verbreitung und Standort
Die Chinesische Lärche ist endemisch im Süden der chinesischen Provinz Shaanxi. Das Hauptverbreitungsgebiet der Art umfasst die subalpine Zone des Qin-Ling-Gebirges, insbesondere den Mount Taibai.
Das Verbreitungsgebiet der Chinesischen Lärche ist mit dem anderer Varietäten von Larix potaninii benachbart, sie gehen aber nicht ineinander über. Verstreute Vorkommen gibt es am Mount Guangtou, am Mount Yuhuang, am Mount Shouyang und am Mount Xinlonglin, welche alle in der Provinz Shaanxi liegen.
Die Chinesische Lärche ist eine Baumart der Waldgrenze. Sie kommt in Höhenlagen von 2.500 bis 3.500 Metern vor. Sie ist eine anspruchslose, kälte- und windresistente Lichtbaumart, die meist arme Primärböden über vereistem Fels besiedelt. Diese Böden bestehen meist aus sandigen, lehmigen oder kiesigen aus Granit, Gneis, Glimmer oder Kalkstein entstandenen, flachgründigen Substraten. Die Art meidet vernässte Standorte. Sie bildet meist Reinbestände, es kommen aber auch Mischbestände mit Farges Tanne (Abies fargesii), der Himalaya-Birke (Betula utilis) und mit Sorbus tapashana vor.

## Krankheiten und Schädlinge
Vorzeitiger Nadelfall wird durch den Schlauchpilz Lophodermium laricinum ausgelöst. Holzfäule wird durch Weißfäuleerreger ausgelöst und kann den gesamten Stamm aushöhlen.

## Nutzung
Das Holz stellt in China eines der wertvollsten Koniferenhölzer dar. Es ist leicht, besitzt eine feine Textur, ist widerstandsfähig gegen Nässe und lässt sich gut bearbeiten. Aufgrund der Dauerhaftigkeit findet es Verwendung als Konstruktions-, Masten, Paneel- und Möbelholz. Die natürlichen Bestände spielen eine wichtige Rolle für den Wasserhaushalt und die Stabilität der Landschaft.

## Systematik
Die Chinesische Lärche wird von manchen Dendrologen als eigenständige Art Larix chinensis Beissn. angesehen. Im Gegensatz zu Larix potaninii var. potaninii hat die Chinesische Lärche gelbe Langtriebe und spitz zulaufende rote Deckschuppen. Die benachbarten Verbreitungsgebiete gehen nicht ineinander über.